# Hitrostni badminton
Hitrostni badminton (znan predvsem pod angleškimi izrazi Speed badminton ali Speedminton) je igra z loparji, podobna badmintonu, vendar je žogica težja in tempo igre je hitrejši. Poleg tega za razliko od badmintona med igralci ni mreže.
Igro je izumil Bill Brandes, ki je želel ustvariti badmintonu podobno igro, ki se igra na prostem. Klasični badminton se igra z žogico, ki je presvetla za igro na prostem in igro lahko ovira tudi veter. Izumitelj jo je naprej poimenoval shuttleball, v Speedminton oz. Speed badminton je bila preimenovana leta 2001.
Leta 2003 je bilo v Nemčiji 6000 aktivnih igralcev.

## Igrišče in oprema
Igrišče sestavljata dva kvadrata, stranica kvadrata meri 5,5 metra. Razdalja med kvadratoma je 12,8 metra. Lahko se igra tudi na polovici teniškega igrišča. Lopar je podoben loparju za skvoš, žogica pa je težja kot žogica za badminton. Speedminton se lahko igra tudi ponoči z opremo v fluorescentni barvi.

## Pravila
Cilj igre je doseči kvadrat nasprotnega igralca z žogico. Če žogica pade izven polja, dobi točko nasprotna stran. Igralec lahko med igro stoji izven kvadrata ali kjer koli v njem. Igra se končna, ko en igralec doseže 16 točk in ima prednost dveh točk pred nasprotnikom. Ko se konča niz, igralca zamenjata strani.
Različice:
- dvojice: igrajo se na igrišču za posamezno
- speeder: igra, še hitrejša od speedmintona, igra se s težjo žogico